# Gantz
Gantz (ガンツ Gantsu?) es un manga seinen creado por Hiroya Oku en el año 2000. Combina la acción, la ciencia ficción, y las relaciones personales en el Japón contemporáneo, donde un grupo de personas, las cuales normalmente mueren en accidentes, aparecen en un enigmático apartamento en el cual se impone una gran esfera negra llamada Gantz. Poco después de su llegada y confusión, la esfera les indica que efectivamente han muerto y son obligados a cumplir las órdenes o misiones que el ser que habita dentro de la esfera les encomienda, obteniendo como premio el conservar sus vidas, si sobreviven al cumplimiento de dichas órdenes. 
En diciembre de 2006 se clausuró con 20 tomos su primera época (1st stage), y la segunda (2nd stage) en junio de 2009. El manga ha sido adaptado a varios formatos como videojuegos, anime y ranobe. El manga regresó con su episodio 304 el 1 de octubre de 2009.
Por su contenido sangriento y sus escenas de desnudos, fue censurada en algunos países.[cita requerida]

## Etimología
Gantz toma su nombre de la serie de 1974 Ganbare Robokon. Esta trataba sobre ciertos robots que cumplían día a día órdenes de su maestro, el robot Gantz. Estas órdenes consistían en ayudar a la gente (el robot protagonista ayudaba a cierta familia en especial), y cada vez que lo hacían eran recompensados con puntos. El monto dependía de la tarea. Al completar 100 puntos, Gantz les brindaba un corazón mecánico, y al conseguir 10 corazones (1000 puntos gastados) los transformaban en robots clase A.

## Argumento
Kei Kurono es un estudiante egoísta y apático que se ve obligado a salvar a una persona de morir atropellada por un tren subterráneo debido a que su compañero de la infancia Masaru Kato lo llama para que le ayude. Como consecuencia Kato y él mueren en el intento.
Posteriormente aparecen en un apartamento visualmente normal con otras personas igual de desconcertadas que ellos. Allí, una misteriosa esfera negra les obliga a participar de un sádico juego y para ello les pone a su disposición todo un exótico arsenal futurista que deberán aprender a usar para combatir a diversas especies de alienígenas y otras amenazas que para la gente común pasan desapercibidas.
Los que llegan a la habitación no son vistos por los humanos mortales hasta que la esfera no los «suelta» después de cada misión. Una vez que cumplen una misión pueden llevarse el equipo que se les entrega (como un arma, un traje especial...) a su casa o a dónde quiera que vayan.
Para cada misión se les da un tiempo limitado y cada vez que vuelven a la habitación, si es que sobreviven, se les otorgan unos puntos dependiendo de cómo actuaron al enfrentarse al objetivo.

## Personajes principales
Kei Kurono (黒野計?)
Seiyū: Daisuke Namikawa
Un estudiante egoísta e indolente que es arrollado en las vías del metro junto con un viejo amigo de la infancia, Masaru Katō al intentar salvar a un vagabundo borracho. Es el personaje central de la historia, y poco a poco irá descubriendo los secretos que encierra Gantz. Al comienzo, él se muestra como un personaje egoísta, meticuloso, cobarde, pervertido y que desprecia a todo el mundo; pero durante sus apariciones en la habitación de Gantz, Kurono cambia su forma de ser y evoluciona de forma agresiva. Más adelante, luego de la muerte de todos sus seres queridos, conoce a Tae Kojima, con quien desarrolla una relación afectiva, y le hace cambiar su perspectiva hacia el mundo, las personas y la sociedad.  
Masaru Katō (加藤勝?)
Seiyū: Masashi Oosato
Amigo de infancia de Kei-Kurono; a quien siempre admiró. Es una persona humilde y siempre intenta ayudar a los más débiles. Al igual que Kei, aparece en la habitación de Gantz después de ser arrollado por el metro. Vive con su hermano menor Ayumu-Katō en casa de una tía y sus dos primos, debido a que él y su hermano quedaron huérfanos luego de la muerte de sus padres; pero debido a la forma en que su tía los trata, decide vivir con su hermano en otro departamento para ellos dos. Su razón de vivir es su pequeño hermano, por eso siempre trata de regresar con vida para estar cerca de él.
Kei Kishimoto (岸本恵?)
Seiyū: Hitomi Nabatame
Destaca físicamente por su belleza y enormes pechos; llegó a la habitación de Gantz tras intentar suicidarse en la bañera, pero fue salvada por familiares y llevada al hospital, provocando una paradoja. Tras sobrevivir la primera misión descubre que su original no murió, convirtiéndose ella en una copia. Al no tener ningún lugar a dónde ir, decide aferrarse a Kei Kurono por un tiempo y le pide vivir con él. Desde el primer momento Katō la protege, y aunque Kurono siente algo por ella, y lo sabe, ella prefiere a Katō.

## Equipo
Antes de cada misión la esfera de Gantz se abre ofreciendo una variedad de objetos y armas para que puedan protegerse y cazar a los aliens. Después de la misión, se los pueden llevar de la habitación para sus usos personales. 
| Equipo básico                                                           | Equipo básico | Equipo básico |
| ----------------------------------------------------------------------- | --- | --- |
| Nombre                                                                  | Descripción | Otra información |
| Traje Gantz (ガンツスーツ Gantsu Sūtsu?)                                | Es una armadura personal que les entrega la esfera Gantz antes de cada misión. El material del traje está construido con un compuesto blindado, es liso, y tibio al tacto. La función del sistema está asegurada por la circulación de un líquido orgánico de un color azul brillante. La interacción con los músculos, nervios y el sistema vascular se debe a la nano-fibra. La conexión penetra la piel, y crece en las arterias mayores y nervios principales, en este caso, los usuarios notan un cosquilleo o picazón suave. La protección de la cara y la cabeza es generada por el complejo masivo de cápsulas en la parte posterior de la cabeza. En caso de agotamiento completo o la sobrecarga de sistemas, la armadura se destruye, en este caso las cápsulas estallan, una cierta parte de la nano-fibra, permanece en el traje, pero rápidamente se descompone. En el modo pasivo la vida útil de cada cápsula decrece gradualmente, así que Gantz renueva cada equipo en cada misión. Otras características muy vistas en el traje son que al recibir golpes fuertes, ataques de bala o de las mismas armas entregadas por Gantz entre otras, el traje protege la integridad del individuo, pero en muchas ocasiones se destruyen las cápsulas por la magnitud del daño recibido. También se ha visto que el traje es vulnerable a ataques de enemigos fuertes que usan Katanas, ácidos, Lazers bolas de fuego, entre otros, lo que convierte al traje básico en un protector inútil ante enemigos extremadamente fuertes. En la misión, saga de Osaka se ha visto al miembro más fuerte de los Cazadores de Osaka usar lo que parece ser una mejora del traje normal el cual parece aumentar aún más la fuerza e incluir un arma extremadamente potente y dos enormes navajas paralelas a los brazos que salen de los codos del traje. Se ha visto a partir del capítulo 316 del manga un nuevo traje que a simple vista triplica el tamaño de una persona promedio, al parecer estos nuevos trajes tienen un tipo de armamento especial ya que las armas gantz convencionales son muy pequeñas para estos trajes. | Tiene tres modos de operar: - Pasivo: el traje ha comenzado a operar solo para protección de daños. La armadura es efectiva contra casi todo, específicamente: frío y armas de fuego, también es capaz de absorber pulsos de la Pistola X. Un traje cargado completamente puede mantener su protección contra 5 ataques con la Pistola X y 2 con el Rifle X. La armadura se vuelve inefectiva contra ácidos orgánicos fuertes, armas láser y armas muy afiladas. - Activo: el traje ha comenzado a generar músculos, en este caso el usuario puede desarrollar fuerza sobrehumana que le permite saltar más de 20 metros, correr velozmente, levantar objetos 50 veces su peso corporal y golpear con una fuerza sobre humana. El modo activo de operación rápidamente consume la energía del traje por lo que en ocasiones las cápsulas explotan al resistir golpes muy fuertes o al propinarlos. - Stealth (Modo Silencioso): esto asegura la invisibilidad completa cambiando la frecuencia de la luz utilizando el Radar de Gantz cuando ésta se refleja en el usuario. La invisibilidad gasta la vida útil de las cápsulas mucho más rápido que cuando está en el Modo Activo de operación. Con el agotamiento de la energía la armadura desconecta automáticamente el Stealth. |
| Nombre                                                                  | Descripción | Otra información |
| Radar de Gantz                                                          | Un dispositivo que permite localizar a los aliens y a los Cazadores, aunque no del todo preciso. También se puede utilizar para cambiar la frecuencia del cuerpo que lo utilice como receptor de luz, haciéndolo invisible (como lo hacen Nishi, Oka, Kurono, Isumi y el enemigo que pelea contra Kurono en el final del anime ). | Los Vampiros conocen esos radares y para evitarlos, utilizan unos lentes de contacto u ópticos especiales para poder verlos. Con él podemos observar el tiempo que queda para acabar la misión, excepto en las últimas misiones, ya que se ha quitado el límite de tiempo. |
| Armas                                                                   | | |
| Nombre                                                                  | Descripción | Otra información |
| Pistola X (Xガン X Gan?)                                                | Es un arma de energía básica de los participantes de Gantz, siendo liviana y compacta. El mecanismo de acción es desconocido, las moléculas del objeto irradiado comienzan a descomponerse por la exposición a una gran cantidad de energía, luego de 5 segundos la reacción alcanza la masa crítica y la desintegración de la materia alcanzada ocurre. Esta arma puede funcionar de distintas maneras, se activan presionando los gatillos: - Gatillo superior: sirve como rayos X, apunte y fijación del blanco. Produce 9 ondas diferentes, las cuales convergen en una. - Gatillo inferior: (sólo) se cancela la fijación del blanco. - Ambos gatillos simultáneamente: destrucción de los blancos fijados, en este caso, el disparo del arma impacta en los blancos fijados anteriormente causando su destrucción, pero no a más de 500 metros. Excediendo este límite, la emisión del arma no crea la desintegración crítica de masa, y entonces, el disparo se vuelve inefectivo. Más allá del hecho de que esta es el arma más liviana del arsenal de Gantz, un disparo directo a la cabeza o tronco de un hombre, es, generalmente, fatal. El disparo hacia las extremidades causa su amputación. Una falla central de la Pistola X es el retraso de su efecto destructivo, especialmente en combate cercano. Por su tamaño pequeño, la Pistola X es perfecta para llevarla escondida o equipada en el traje mientras se corre. | |
| Rifle X (Xショットガン X Shotto Gan?)                                   | Es un arma de energía, más poderosa que la Pistola X; un rifle construido con los mismos principios. Posee tres emisores adicionales y una mira óptica que aseguran un efecto destructivo mayor al de la pistola y un rango de alcance de aproximadamente 1 km. La posibilidad de alcanzar tal rango de tiro compensa parcialmente el efecto de retraso; aunque un tamaño y peso mayor disminuye la efectividad del rifle en combate cercano. Como la pistola, esta arma tiene el mismo sistema de gatillos para asegurar el rastreo y fijación del blanco. También puede fijar más de un blanco a la vez. | |
| Pistola Y (Yガン Y Gan?)                                                | Es un arma que sólo se usa para capturar al enemigo, sin causarle daño alguno. Al igual que la X, posee dos gatillos. Al presionar el primero, se fija el objetivo, al presionar ambos, los 3 cañones dejan salir una red hecha de una fibra sintética (en algunos casos) de alta resistencia, la cual enreda y fija al blanco con unos minicohetes en las puntas que lo fijan al suelo. El segundo gatillo (solo) teletransporta al objetivo sin importar su tamaño o peso, lo envía a otro plano fuera de este mundo. El fijamiento opera independientemente del tamaño y fuerza del blanco fijado, lo principal, al menos por algunos segundos, para asegurar la inmovilidad; entonces la Y-gun puede ser utilizada para "destruir" el blanco, es decir, teletransportarlo a algún lugar desconocido. Generalmente esta técnica no entrega muchos puntos por lo que se ha visto durante la historia | |
| katana Gantz (ガンツソード Gantsu Sōdo?)                                | tiene la forma de una katana y puede ser extendida a una longitud indeterminada. Se encuentra junto con la "Motocicleta Gantz" en una habitación continua a la de la esfera de Gantz. Aparece por primera vez durante la misión del Pueblerinense; aparentemente nadie sabía de la existencia de esas armas hasta que llega Izumi con una de ellas en la entrada del Museo Prehistórico. Es bastante efectiva debido a su poco retraso de uso y su alta efectividad en el corte, sin embargo, es como cualquier espada: puede ser destruida. | |
| Vehículos                                                               | | |
| Nombre                                                                  | Descripción | Otra información |
| Motocicleta Gantz (ガンツバイク Gantsu Baiku?)                          | Un tipo de motocicleta con una sola rueda y el único vehículo que posee Gantz por el momento. | Aparece por primera vez en la misión del Extraterrestre Campesino y es usada por Kurono y Suzuki para distraer a los dinosaurios. Aparece por segunda vez en el capítulo 243 cuando dos miembros del equipo Gantz de Osaka las usan para atacar a los Nurarihyon. puede transportar a dos personas mientras anda. |
| Equipo especial: a partir de los 100 puntos.                            | | |
| Nombre                                                                  | Descripción | Otra información |
| Pistola z (Hガン z Gan?)                                                | Al presionar los gatillos, se crea un cilindro de "gravedad aumentada", el cual aplasta todo lo que este debajo de este, dejando un hoyo en el suelo. | A partir del capítulo 243, se ve que el equipo Gantz de Osaka lleva unas armas largas y poderosas que nunca se habían visto antes. En el capítulo 247, esta arma es usada. Podemos ver que El equipo de Tokio, al ver el efecto de esas armas, deduce que posiblemente esas sean las Superarmas que se ganan al conseguir los 100 puntos. Esto se confirma cuando Nishi, quien obtuvo 100 puntos en la más reciente misión, elige la opción 2 y obtiene esta arma. Los Gantzers de Osaka son los que más obtuvieron y usaron esta arma. Izumi del equipo de Tokio logró canjearla pero nunca la usó ya que murió antes de la siguiente misión |
| Traje Gantz Especial (特殊仕様ガンツスーツ Tokushu Shiyō Gantsu Sūtsu?) | Es un traje más grande y poderoso que el ordinario. Posee dos cuchillas en ambos codos, brazos sumamente grandes y largos que llegan hasta el suelo y unas especies de turbinas que impulsan al brazo al momento de golpear, lo cual le otorga una mayor fuerza. A diferencia del traje normal, este cubre todo el cuerpo (incluida la cara) lo cual da al usuario una apariencia de robot humanoide. | Se presume que se obtiene al conseguir sobre 500 o 600 puntos aproximadamente. Fue usado por Oka Hachirou quien alcanzó hasta los 700 puntos y al menos por un Gantzer de equipo desconocido en la misión de Italia. |
| Super Armadura Gigante (巨大ロボット Kyodai Robotto?, Gantsu Mecha)     | No se conoce mucho de esa arma ya que apenas fue usada. Se sabe que incrementa aún más la fuerza del usuario y que es controlada por cables conectados a las pulsaciones ubicadas en distintas partes del traje especial. | Solo se ha visto a Oka Hachirou usar esta poderosa arma contra el ushi oni, quien destrozo parte de este. Desde el capítulo 353 del manga, se puede observar unos inmensos robots que podrían ser los mismos que se obtienen al ganar mucho más de 100* puntos, solo que mucho más pequeños. |
| Unidad Voladora (飛行ユニット Hikō Yunitto?)                            | Una versión modificada y más eficaz de la motocicleta gantz. A diferencia de su antecesora, esta unidad puede volar lo cual es de gran ayuda en caso de que se enfrente a un enemigo gigante o que se necesite escapar. | Usado por Oka Hachirou quien parecía ser un experto en el uso de esta. |

## Misiones
Durante todo el desarrollo del manga las personas que son enviadas a la habitación son encargadas de eliminar a diferentes extraterrestres y enviarlos al hiperespacio con las diferentes armas y equipos especiales.
Hasta el volumen número 27 hay un total de diez misiones, sin embargo, el 17 de septiembre de 2010 se han publicado los volúmenes 28 y 29, con ocho capítulos cada uno.
| Volumen             | Misión | Capítulos       | Misión número |
| ------------------- | --- | --------------- | ------------- |
| 1 y 2               | Alienígena Cebolla Cebollense (ねぎ星人 Negi Seijin?)                                                     | 22; del 1 al 22 | 1.ª           |
| 3, 4 y 5            | (Alienígena Tanaka 田中星人?, Tanaka Seijin/Alien Susuke)                                                 | 35; 23 al 58    | 2.ª           |
| 6, 7 y 8            | (Alienígena Salvaje y Alien Gruñon あばれんぼう星人・おこりんぼう星人?, Abarenbō Seijin, Okorinbō Seijin) | 35; 59 al 94    | 2.ª           |
| 9                   | (Alienígena Enano チビ星人?, Chibi Seijin)                                                                | 11; 95 al 106   | 2.ª           |
| 12, 13 y 14         | (Alienígena Campesino かっぺ星人?, Kappe Seijin)                                                          | 35; 131 al 166  | 5.ª           |
| 15                  | Alienígena Anillo (ゆびわ星人 Yubiwa Seijin?)                                                             | 6; 167 al 173   | 6.ª           |
| 15 y 16             | Tae Kojima (小島多恵 Kojima Tae(Humana)?)                                                                 | 16; 174 al 190  | 7.ª           |
| 17, 18 y 19         | Alienígena Demonio (オニ星人 Oni Seijin?)                                                                 | 35;191 al 226   | 8.ª           |
| 21, 22, 23, 24 y 25 | Nurarihyon (ぬらりひょん編 Nurarihyon Hen?)                                                               | 42;238 al 280   | 9.ª           |
| 26 y 27             | Alienígenas en forma de estatuas romanas                                                                  | 22;281 al 303   | 10.ª          |

## Los 100 puntos
Cuando una persona logra obtener 100 puntos en Gantz puede escoger entre tres opciones: 
1. Liberarse de Gantz y que todo se borre de la memoria.

2. Recibir un arma más potente para que las siguientes misiones no sean tan difíciles.

3. Revivir a alguien que esté en la memoria de Gantz.
- Notas respecto a las recompensas:

(1) A ti se te borra la memoria, como si no conocieras a Gantz, pero el tiempo no se regresa y tienes recuerdos borrosos.

(2) El enorme robot de Oka Hachirou da indicios de que pueden existir más opciones con un puntaje mayor. Ese robot se obtiene por piezas: juntando 100 puntos y pedir siempre "un arma más potente", en la segunda ocasión al parecer te dan un brazo, el otro en la tercera y así respectivamente el cuerpo, el casco, etcétera. Se menciona en la historia a alguien que alcanzó más de 7 veces los 100 puntos.

(3) Gantz más que revivir, lo que hace es clonar al sujeto a partir de los últimos datos guardados de esa persona. O si fueron librados, murieron fuera de Gantz y después fueron revividos. La mayoría apenas recuerdan la última misión en la que participaron. También se puede clonar a alguien que está vivo, casos que se dieron en la primera y última temporada.

## Adaptaciones

### Anime
Creado por el estudio Gonzo y dirigido por Ichiro Itano cuenta con 26 episodios de, aproximadamente, 20 minutos cada uno; los cuales siguen el mismo argumento del manga hasta alrededor del tomo ocho. Existe una sola temporada que fue dividida en dos debido a problemas con el canal televisivo que decidió censurar los primeros doce episodios hasta dejarlos en únicamente nueve. Por ello se piensa que existen dos temporadas ya que tiempo después la serie fue cambiada de canal y continuó su emisión de forma íntegra desde el punto en el cual se hizo la pausa. Sin embargo éste conflicto generó que la única temporada de Gantz contara con dos versiones: la censurada y la no censurada siendo esta última la que se editó posteriormente en DVD.
El anime se ajusta fielmente a la historia del manga (incluso se permite arreglar algunas contradicciones de éste, por ejemplo: al principio se afirma que los humanos corrientes no puedan ver a los alienígenas, sin embargo los dependientes de una tienda hablan sobre lo raro que es el Takanense) pero añade nuevas situaciones y personajes originales que al comienzo del desarrollo de la historia no aportan mucho y ralentizan la trama, pero sirven para crear un final que el manga por entonces no tenía.
La adaptación al anime lanzó al mangaka Hiroya Oku al estrellato, siendo reconocido como innovador en el género de seinen manga.
El doblaje en español para Hispanoamérica de Gantz se realizó en Venezuela por los M&M Studios (antiguo Estudios Lain) donde fue estrenada por la cadena televisiva Animax, transmitiéndose todos los episodios sin censura.

### Videojuego
En el videojuego sin importar la forma en la cual el contrincante muere o el arma que contra éste hayas utilizado Gantz distribuye los puntos conforme al número total de enemigos abatidos y la dificultad de estos,  
Tras la batalla contra el Nurarihyon, se da a entender que el límite de puntos por monstruo es de 100. 
- Alienígena Cebolla.
- Alienígena Tanaka.
- Alienígena Salvaje y Alienígena Gruñon.
- Alienígena Enano.
- Vampiros.
- Alienígena Chica Gato (Misión Extra).o

Para la consola PS2 salió un juego de este tema avanzando la historia un poco más que en la serie anime, de igual formar hay fanes creadores de otro juego.
- Gantz red
- Ivazor (https://web.archive.org/web/20170212190733/http://gantzred.nixiweb.com/)
- Gantz Fire (http://www.kongregate.com/games/amudeil/gantz-fire)

### Novelas
Gantz cuenta con dos novelas. La primera, Gantz/Minus, fue escrita por Masatoshi Kusakabe e ilustrada por Yusuke Kozaki. La historia se desarrolla antes de la llegada de Kei Kurono y Masaru Kato a la habitación de Gantz, La obra se centra en Ooki Kashihara y Akari Jinguu y aparecen personajes del manga como Shion Izumi y Joichiro Nishi. La novela cuenta con 8 capítulos, comienza con el capítulo -0008 y termina con el -0001 (La numeración de los capítulos es una cuenta regresiva).
La segunda novela llamada Gantz/EXA salió a la venta el 16 de septiembre de 2010 y abarcó 12 capítulos en total. Fue escrita con la idea original de Shindo Junjo, compuesta por Hireyama Yumeaki e ilustrada por Koji Ogata. La novela es paralela al manga y trata de las misiones a las que se enfrenta el protagonista, un investigador espacial, llamado Nagatomo el cual tras encontrarse durante una exploración con un sinnúmero de esferas negras flotando en el espacio decide examinar el contenido de una de estas. En el transcurso de la historia el protagonista conocerá a Kei Kishimoto, quien será su aliada para sobrevivir a las misiones a las cuales serán sometidos. Cabe destacar que en esta novela aparecen como personajes secundarios Masaru Kato y Kei Kurono.

### Adaptación cinematográfica
El 29 de enero de 2011 se estrenó Gantz (película rodada en imagen real) en Japón,[cita requerida] versión cinematográfica del manga. En el invierno de ese mismo año se estrenó su secuela Gantz Perfect Answer.[cita requerida] Los protagonistas de ambas son Kazunari Ninomiya (Cartas desde Iwo Jima) como Kurono y Kenichi Matsuyama (Death Note, Detroit Metal City) como Kato.
Aunque la primera parte se estrenó el 29 de enero en Japón, muchos medios se han hecho eco del estreno en EE. UU. que 9 días antes, el 20 de enero de 2011, lo que ha generado cierta controversia.
La película está dirigida por Shinsuke Sato - Lady Snowblood, Oblivion Island: Haruka y el espejo mágico - y la adaptación del manga es del escritor y guionista Yusuke Watanabe - 20th Century Boys.
El filme cuenta con un presupuesto de 45 millones de dólares.

## Gantz: O
Gantz: O es una película japonesa animada en CGI, de ciencia ficción de acción dirigida por Yasushi Kawamura, producido por Digital Frontier, escrito por Tsutomu Kuroiwa. Su lanzamiento fue en Japón por Toho el 14 de octubre de 2016.

## Spin-offs

### Gantz/Osaka
En octubre del 2009, se anunció la publicación de un spin-off llamado Gantz/Osaka. El spin-off se recopilaría en tres tomos de hojas tamaño B5 y que, además de mejorar el estilo del dibujo, también se iba a publicar capítulos especiales de la perspectiva del equipo de Osaka. El tomo 1 muestra todo lo sucedido desde el capítulo 238 hasta el capítulo 255 del manga pero mejor dibujado y un capítulo especial donde se muestra los trabajos que tienen algunos personajes del equipo de Osaka fuera de la misiones como Anzu Yamasaki que es una mangaka ecchi, Kuwabara, que es un profesor de inglés de una escuela de primaria; Nobuo y George, que son camareros de un restaurante de comida rápida, Oka Hachirou, que es un empleado de un banco, etc. El tomo 2 abarca los capítulos 256 hasta el 268 del manga sin ningún capítulo especial.
El tomo 3° y último de Gantz/Osaka abarca los capítulos 269 hasta el 291, donde culmina la misión derrotando al Nurahiyon y un capítulo especial donde se muestra lo que ocurrió después con los supervivientes del equipo de Osaka: Kuwabara Kazuo, Miho Nakayama, Sumiko Yamada logran obtener 100 puntos y deciden irse de Kuroame-chan (así se le llama a la esfera negra en Osaka), quedando solo el muchacho de las gafas. Después de pasar unos días con su vida normal, Kuroame-chan, lo convoca a él y recluta a una pequeña niña. Después de unos intentos fallidos de que la niña se pusiera el traje, son llevados a la misión de Italia, donde el muchacho actúa como francotirador disparándole a las estatuas italianas, quienes lo mutilan de un brazo pero consigue sobrevivir y regresa de nuevo a la habitación. El muchacho gana 100 puntos y se acuerda de la promesa que le hizo a Masaru, por lo que decide revivir a Anzu Yamasaki.

### Gantz/No Moto
Gantz/No Moto (literalmente El principio de Gantz) es un manga publicado en la nueva revista bimestral llamada Miracle Jump y dibujado por Hiroya Oku, quien es también el personaje principal. El manga revela las obras cinematográficas, literarias y de otras índoles que influenciaron a Hiroya Oku para la creación y realización del manga de Gantz, tales como Back to the Future y Robocop.

### Gantz/Nishi
En conmemoración al éxito taquillero de la segunda película de acción real Gantz Perfect Answer, Hiroya Oku publicó como capítulo especial Gantz/Nishi, el cual presenta un vistazo a la vida normal de Nishi antes de la catástrofe.

### Gantz:G
El 17 de noviembre de 2015 se lanzó una historia alternativa de Gantz (Llamada "Gantz:G) la cual es ilustrada por Iijita Keita, que será lanzada mensualmente. Y que narra la historia de un grupo de estudiantes que mueren al caer un bus por un barranco, al volver de un paseo estudiantil, siendo llevados al morir a Gantz.

### Gantz:E
Spin-off de Gantz ubicado en el periodo Edo, Hanbee, un joven campesino de 17 años, enamorado de su amiga Oharu, a la cual le hace una proposición de matrimonio, pero ella lo rechaza ya que esta enamorada de otro hombre llamado Masakishi, Hanbee al día siguiente, ebrio de celos, va a desafiar a su rival para probar su superioridad y confrontarlo, pero en medio de su pelea unos niños piden socorro para rescatar a una niña que había caído al río, ellos tras hacer todos los esfuerzos para salvarla son arrastrados por la fuerza de las corrientes, pero de repente despiertan intactos en una cabaña junto a otros individuos y en el centro de ese lugar una esfera negra que les recibe, Gantz que en pleno shogunato hará que los samurái defiendan el mundo de las amenazas ocultas que lo asolan.
Este manga fue publicado el 9 de enero de 2020 en la Weekly Young Jump, escrito por Hiroya Oku y con dibujos de Jin Kagetsu

## Música
Opening
- "Super Shooter"

Interpretado por: Rip Slyme
Ending
- "Last Kiss"

Interpretado por: Bonnie Pink
Tema de inicio de misión Gantz
- "Rajio no kohemi" (En español: "El sonido de la radio"), canción popular radiofónica de la postguerra en Japón.

Tema del inicio del primer episodio
- "Pie Jesu"

Compuesta Grabiel Fauré e interpretada por el coro Oxford Camerata
Banda sonora
- "Gantz Original Soundtrack"

Compuesta por Takanashi Yasuharu
Banda sonora de la película
- "The Sound of Gantz"

Compuesta por Kenji Kawai